# Menispermum canadense
Menispermum canadense (en anglès:Canadian Moonseed, Common Moonseed o Yellow Parilla) és una planta dins la família Menispermaceae, és una planta nativa de l'est d'Amèrica del Nord, des del sud del Canadà al nord de Florida i des de la costa atlàntica a Manitoba i Texas. Es troba en boscos humits i a la vora de corrents d'aigua.
A Espanya aquesta planta apareix dins la llista de plantes de venda regulada.

## Descripció
És una liana llenyosa i enfiladissa que fa fins a 6 m de llargada. El fruit és una baia d'1 a 1,5 cm de diàmetre, de color porpra negrosa. La llavor del seu interior semble una fase de la Lluna i per això la planta rep un dels seus noms comuns en anglès (moonseed).
Les fulles i el fruit se semblen a les de la vinya americana Fox Grape (Vitis labrusca); la confusió pot ser perillosa perquè el fruit de Menispermum canadense és verinós i no ho és pas el de Vitis labrusca.
La seva arrel és un rizoma i per això un individu pot formar colònies de plantes genèticament idèntiques.

## Toxicitat
Totes les parts d'aquesta planta són verinoses. La seva principal toxina és l'alcaloide dauricina. La ingestió del seu fruit pot ser mortal.

## Usos tradicionals
Els amerindis Cherokee utilitzaven aquesta planta com a laxant i com ajuda ginecològica i venèria.